# Pitche
Pitche är en ort i östra Guinea-Bissau. Den ligger i regionen Gabú, 190 km öster om huvudstaden Bissau. Folkmängden uppgår till cirka 5 000 invånare.

## Geografi
Pitche ligger 77 meter över havet. Terrängen runt Pitche är mycket platt. Runt Pitche är det glesbefolkat, med 17 invånare per kvadratkilometer. I omgivningarna runt Pitche växer huvudsakligen savannskog.